# Wspólnota administracyjna Habach
Wspólnota administracyjna Habach – wspólnota administracyjna (niem. Verwaltungsgemeinschaft) w Niemczech, w kraju związkowym Bawaria, w rejencji Górna Bawaria, w regionie Oberland, w powiecie Weilheim-Schongau. Siedziba wspólnoty znajduje się w miejscowości Habach. Powstała 1 maja 1978 w wyniku reformy administracyjnej.
Wspólnota administracyjna zrzesza cztery gminy wiejskie (Gemeinde): 
- Antdorf, 1 228 mieszkańców, 22,37 km²
- Habach, 1 042 mieszkańców, 12,15 km²
- Obersöchering, 1 553 mieszkańców, 24,27 km²
- Sindelsdorf, 1 058 mieszkańców, 17,50 km²